# Мавзолей Омара и Тура
Мавзолей Омара и Тура (каз. Омар мен Тұр күмбезі) — памятник архитектуры XIX века, расположенный в 20 км к востоку от села Бейнеу Мангистауской области. Возведён в 1897 году народными мастерами — братьями Дуйсеном и Омиром Каражусипулы (по другим данным его построили в 1919—1920 годах мастера Отесин Еламанулы, Назар Шорабайулы, Рейим Жиенбайулы, Еснияз Мынбайулы, Абиш Аманжолулы). В 1982 году памятник был включен в список памятников истории и культуры Казахстана республиканского значения и взят под охрану государства.

## Архитектура
Кубическое основание мавзолея увенчано шлемовидным куполом на подкупольном барабане. Размеры памятника в плане 6,15×5,7 м, высота 8,21 м. Стены мавзолея имеют богатую пластическую проработку. Особую рельефность главному фасаду придают угловые трёхчетвертные колонки и центральный, выступающий на всю высоту стены участок, включающий входной проём. Рельеф боковых фасадов выражен в меньшей степени. Пластика фасадов поддерживается резным раскрашенным орнаментом.
Купол и барабан объединяются четырьмя декоративными накладными элементами, фиксирующими продольную и поперечную оси мавзолея. Мелко проработанный остроконечный шпиль купола установлен на торовидном основании.
В интерьере стены расчленяются плоскими нишами, заполненными резьбой и расписанными орнаментами. Декоративное оформление интерьера в основных чертах воспроизводит внутреннее убранство юрты.

## Захоронения
В мавзолее находятся 4 захоронения:
- Омар Каратауулы (умер в 1920 году в возрасте 68 лет) из подрода Шонай рода Адай;
- Турекеш Турулы (умер в 1918 году) из подрода Шонай рода Адай;
- Бейнеу Омарулы (умер в возрасте 60 лет) из подрода Шонай рода Адай;
- Жамал (1905—1969) — дочь Нура, сына Омара из рода Адай.